# سفارة دولة الكويت لدى البحرين
سفارة الكويت لدى البحرين هي البعثة الدبلوماسية لدولة الكويت لدى مملكة البحرين، وتقع في حي بالعاصمة المنامة.